# Edificiu

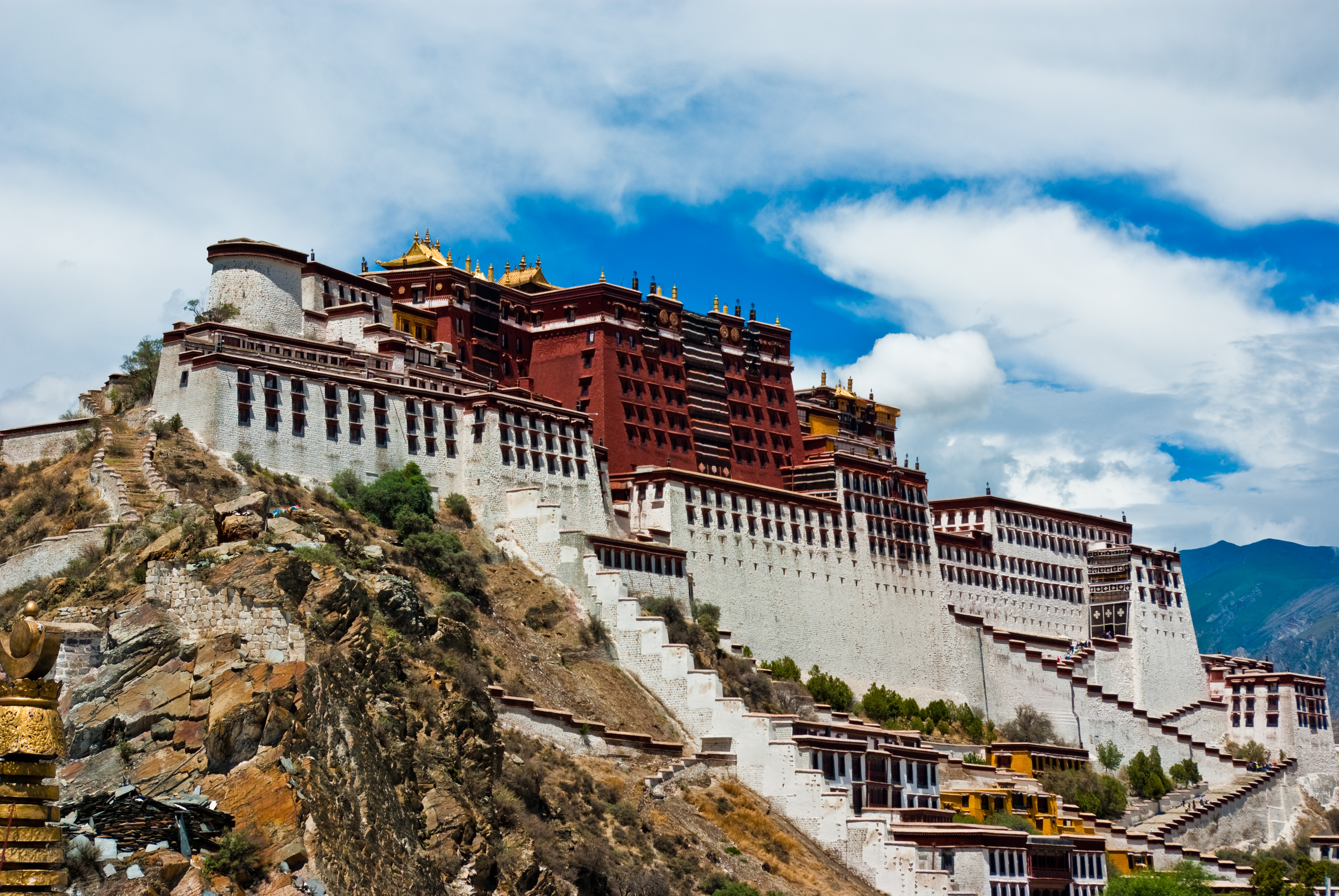
Palatul (Potala din Tibet)

Edificiu este o construcție arhitecturală monumentală, impunătoare, de mari proporții, de durată, de obicei cu destinație publică, executată de om. Clădirea este considerată numai o parte a unui edificiu.

## Edificii
| - Biserici - Mănăstiri - Temple - Cetăți - Ruine | - Monumente memoriale - Poduri - Tuneluri - Diguri - Rezidențe - Palate |